# آلیسون بکدل
آلیسون بکدل (انگلیسی: Alison Bechdel؛ زادهٔ ۱۰ سپتامبر ۱۹۶۰) کارتونیست اهل ایالات متحده آمریکا است.
او تاکنون برندهٔ جوایزی همچون کمک‌هزینه گوگنهایم، جایزه ادبی لامدا (۲۰۱۴)، و جایزه کتاب استون‌وال (۲۰۰۷) شده‌است. او همچنین برای آزمون بکدل شناخته می‌شود که همنام خودش است.

## زندگی شخصی
بکدل در ۱۹ سالگی گرایش جنسی‌اش را به‌عنوان یک همجنس‌گرای زن آشکار کرد. او در ۲۰۱۵ میلادی با شریک زندگی‌اش ازدواج کرد.